# Ruslana Korschunowa
Ruslana Sergejewna Korschunowa (russisch Руслана Сергеевна Коршунова, englisch Ruslana Sergeyevna Korshunova; * 2. Juli 1987 in Alma-Ata, Kasachische SSR, Sowjetunion; † 28. Juni 2008 in New York City, New York) war ein kasachisch-russisches Fotomodell.

## Werdegang
Korschunowa wurde im November 2003 von einer Bookerin der Modelagentur Models 1 entdeckt, der ihr Gesicht in einem Magazinartikel über ihre Heimatstadt auffiel. Sie modelte unter anderem für Donna Karan, Christian Dior, Marc Jacobs, Paul Smith und Vera Wang. Sie war auf dem Cover der polnischen und russischen Ausgabe von Vogue und der französischen Zeitschrift Elle zu sehen. Zuletzt stand sie bei der Agentur IMG Models unter Vertrag.
Vier Tage vor ihrem 21. Geburtstag beging Korschunowa Suizid, indem sie vom Balkon ihres Apartments in Manhattan neun Stockwerke in die Tiefe sprang.
2024 wurde bekannt, dass Korschunowa zwei Jahre vor ihrem Selbstmord die Insel des Sexualstraftäters Jeffrey Epstein besucht hatte.